# Accidente de autobús de Villa Canales de 2008
El accidente de autobús de Villa Canales de 2008 tuvo lugar un 29 de febrero de 2008 en el municipio de Villa Canales en Guatemala, cuando un autobús extraurbano, con 79 personas a bordo, cayó en un barranco de unos 10 metros. El accidente dejó 46 muertos en el lugar y 35 gravemente heridos, de los cuales 8 fallecieron en el hospital.
El accidente se produjo en el km 33,5 de la carretera interamericana en un lugar conocido como la vuelta El Chilero. Se presume que el accidente fue causado por sobrecarga, exceso de velocidad y un fallo en el sistema de frenos.